# Emilia Mazer
Emilia Mazer (Buenos Aires, 11 novembre 1965) è un'attrice argentina.

## Biografia
Ha diretto propri progetti di teatro indipendente come Buscando a Madonna, insieme a C. Demartino, sul romanzo di E. Medina che ha adattato per il teatro. Dopo vengono Romeo y Julieta, Juana, sulla vita di Giovanna d'Arco e Frida e io, sulla vita di Frida Kahlo. Da 15 anni si dedica fondamentalmente all'insegnamento, tenendo lezioni e seminari nella sua cattedra di spettacolo nel quartiere di Boedo, dove ha tre livelli di formazione. Ogni tanto appare interpretando alcune serie o episodi autoconclusivi, per esempio facendo alcune apparizioni in qualche telenovela. All'inizio della sua carriera recitò in film come Los chicos de la guerra, Mirta - de Liniers a Estambul (anche conosciuta come Sentimientos), e altri 11 titoli. I suoi lavori principali nel cinema le valsero numerosi premi e nomine, così come i suoi lavori a teatro, che continua a realizzare ogni tanto a Buenos Aires come in Argentina. È stata in tour con Eva y Vittoria con Norma Pons, e prossimamente andrà in tour e a Buenos Aires con Buscando a Madonna nel Paseo La Plaza, sala Cortázar.
I suoi principali lavori in televisione sono stati Hombres de ley, Verdad consecuancia, Por ese palpitar (autrice dell'idea originale), Mujeres asesinas, El elegido, El hombre de tu vida e Historias de corazón.
La si ricorda per il ruolo di Rosario, la cattiva di La forza dell'amore, e anche per quello della mamma di Flor - Speciale come te.

## Carriera

### Televisione
- Nosotros y los miedos (Cap. "Miedo al terrorismo") Regia di D. Álvarez (1983)
- Compromiso (Cap. "El puercoespín") Regia di R. Halac (1984)
- Horacio Quiroga, miniserie (2 capitoli), Regia di Eduardo Mignogna. (1986)
- Hombres de ley, Regia di G. Marianni (1986-1988)
- Como la hiedra, di Jorge Cavanet e Daniel Pandulfo (1987)
- Atreverse (5 episodi) Ciclo di Alejandro Doria. (1989-1990)
- Dagli Appennini alle Ande, miniserie, Regia di Pino Passalacqua. (1990)
- Le Radjah du Mer, Dir. J. P. Blanc. Coproduzione Argentina-Francia-Jugoslavia (1990)
- Zona de riesgo, Regia di G. Ibalo - A. Ure (1992)
- Donde estás, amor de mi vida... (1 episodio) Regia di J. Jusid. (1993)
- Mi mamá me ama, (vari episodi) Ciclo di Alejandro Doria. (1993)
- Amores, (vari episodi) Ciclo di Alejandro Doria. (1993)
- La forza dell'amore (Nano), Regia di R. Hoppe (1994)
- Poliladron, Regia di L. Becchini (1995)
- Verdad consecuencia, Regia di D. Barone. Premiato in Argentina con il Premio Martín Fierro Mejor Programa y Autores e con il Premio Ondas a Barcellona in Spagna. (1996-1997)
- Gasoleros, Canal 13. Partecipazione speciale (1999)
- Por ese palpitar, América TV. (2000)
- Los buscas de siempre, Canal 9 (2000)
- Un cortado, historias de café, Canal 13  (2001)
- El Hacker 2001, Telefe. Partecipazione speciale (2001)
- Reality reality, Azul TV. (2001)
- Batticuore (Máximo corazón), Telefe. Partecipazione speciale (2002)
- Maridos a domicilio, Canal 9 (2002)
- Infieles, Canal 9 (2003)
- Yendo de la cama al living, TV Pública (2004)
- Jesús, el heredero, Canal 13 (2004)
- Flor - Speciale come te (Floricienta), Canal 13 (2005)
- Un cortado, historias de café, TV Pública (2005)
- El patrón de la vereda, América 2 (2005)
- De gira: Una rosa para el desayuno, Ciclo di teatro, TV Pública (2005)
- Mujeres asesinas 2, Canal 13  (Cap. 3: "Hermanas de sangre") (Cap. 17: "María, creyente") (Cap. 22: "Elena, protectora"  (Cap. 33: "Silvia, celosa") (2006)
- Amo de casa, Canal 9 (2006)
- Dromo, América 2 (2009)
- El hombre de tu vida, Telefe (2012)
- La pelu, Telefe (2013)
- Historias de corazón, Telefe, (Cap. 1: "Tarjetas personales") (2013)
- La celebración, Telefe (Cap. 7: "Funeral") (2014)
- Conflictos modernos, Canal 9 (Cap. 13: "Una novia para papá") (2016)

### Cinema
- Dulce espera, Cortometraggio (J. Szerman) (1983)
- Los chicos de la guerra, Dir. Bebe Kamín. Film premiato a Cuba e Huelva (1984)
- Mirta, de Liniers a Estambul (conosciuto anche come Sentimientos), regia di Jorge Coscia e Guillermo Saura. Film premiato a Huelva (1985)
- Sostenido en La menor, regia di Pedro Stocki (19̟86)
- El dueño del sol, regia di Rodolfo Mórtola (1986)
- Los dueños del silencio, regia di Carlos Lemos (1987)
- Extrañas salvajes, regia di Carlos Lemos (1988)
- Ojos azules, regia di Reinhard Hauff (1988)
- La revelación, regia di Mario David (1995)
- Despabílate amor, regia di Eliseo Subiela (1996)
- Policía corrupto, regia di Carlos Galettini (1996)
- El Che di Aníbal Di Salvo (1997)
- Tres veranos di Raúl Tosso (1999)

Come regista:
- Nadie en el puerto, protagonista insieme a Nicolás Frei. (1987)

### Teatro
- Fragmentos di Messingier (1982)
- La conversación di C. Mauriac (1983)
- Primaveras di A. Brtnik. Regia di B. Matar. Teatro Municipal General San Martín (1984)
- Ceniza di J. Glowacki. Regia di L. Laphitz (1985-1986)
- Las brujas de Salem di Arthur Miller. Dir. O. Fessler. Teatro Municipal General San Martín. (1987)
- Propiedad clausurada di Tennessee Williams (1988)
- La mujer judía di Bertolt Brecht (1988)
- Mal de padre di L. Noren. Regia di A. Ure (1989-1990)
- Perdonen la tristeza, (gruppo La Zaranda - teatro instabile di Andalucía la Baja). (1991)
- Alta en el cielo di N. Fernández Tiscornia. Regia di J. Baccaro. Teatro Nacional Cervantes. (1992)
- Corrupción en el Palacio de Justicia di Ugo Betti (1993)
- Destino de dos cosas o de tres di R. Spregelburg. Regia di R. Villanueva. Teatro Municipal General San Martín (1993)
- Buscando a Madonna di Enrique Medina. - C. Demartino. Madrid e León, Spagna (1994)
- Romeo y Julieta di William Shakespeare. Traduzione, direzione e ruolo di Giulietta. (1995-1996)
- La Trilogía del Verano di Carlo Goldoni (1997)
- Ya nadie recuerda a Frederick Chopin di Cossa (1998-1999)
- Juana, sacrificarás a tu hija (2000)
- El último de los amantes ardientes di Neil Simon (2001-2002)
- Memoria y olvido di E. Galán, L. Llorente e Arturo Roldán, Regia di Ferrán Madico - spettacolo di produzione spagnola, inaugurato al festival latinoamericano di Cadice in ottobre, tour per la Spagna (2002)
- Los monólogos de la vagina (I monologhi della vagina), regia di Lía Jelín (2003)
- El protagonista, regia di Luis Agustoni (2004)
- Porteñas, regia di Manuel González Gil (2005)
- Las Mosqueteras del Rey, Autore e Regista: Manuel González Gil (2006)
- Mamá, regia di Carlos Olivieri (2006-2007)
- Il diario di Anna Frank, regia di Helena Tritek (2008)
- 8 mujeres, regia di José María Muscari (2011-2012)
- Buscando a Madonna, di Enrique Medina (2012)
- Eva y Victoria. (2013)
- El secreto de la vida (2014)
- La laguna dorada, di Ernest Thompson (2014)
- La casa de Bernarda Alba (2015)
- Amsterdam (2016)
- Acaloradas (2017)

### Regia, Drammaturgia e Insegnamento
- 1992: Autrice del capitolo De cuerpo y alma emesso nel ciclo Amores di Alejandro Doria (Telefe).
- 1992: Aiutante alla regia di Perdonen la tristeza del gruppo La Zaranda - Jerez, Spagna, vincente del Premio al Miglior Spettacolo del Festival di Madrid, 1993.
- 1993: Buscando a Madonna - adattamento del romanzo omonimo di Enrique Medina per teatro e direzione dell'unipersonal così stesso titolato. Teatro del Paseo La Plaza, e tour in Argentina e Spagna (Madrid: Cafè del Foro, Bagëlus, tour per cafè-teatri della Comunità di Madrid, Teatro Albéitar - Università di León, Jubileo del 2000 in Santiago di Compostela  in Dado Dadá) tra 1993 e 1999. Spettacolo invitato al festival di Teatro Alternativo nella sala Liberarte di Madrid per giugno del 2002.
- 1996: Traduzione, versione e regia generale di Romeo y Julieta di William Shakespeare nel Paseo La Plaza, ubicato nel centro della città di Buenos Aires (zona teatrale dell'Avenida Corrientes).
- 1998: Comincia l'insegnamento inaugurando il proprio studio, ancora oggi continua a impartire lezioni e seminari a Buenos Aires e altre città dell'Argentina.
- 2000: Autrice dell'idea originale della serie di episodi autoconclusivi di finzione Por ese palpitar.
- 2000: Autrice e direttrice di Juana, sacrificarás a tu hija, e direttrice dello spettacolo debuttato il 21 di luglio ne El Angelo del Abasto.
- 2000: Inaugura la propria sala di teatro indipendente, chiamata El Angelo del Abasto.

## Premi e Nomination
- Migliore Spettacolo in cortometraggi per Dulce espera - premiata da UNCIPAR (Unión de Cineastas de Paso Reducido de la Argentina) (1983).
- Platea 84 Rivelazione Femminile conferito dal gruppo Tiempo de Cine di Venado Tuerto (1984).
- Rivelazione Femminile conferito dall'Asociación de Cronistas Cinematográficos  de la Argentina per la sua recitazione in Los chicos de la guerra (1984).
- Premio come Miglior Attrice conferito dalla rivista Sin Corte, per Mirta, de Liniers a Estambul (1986).
- Premio Coca-Cola en las Artes y las Ciencias  Migliore Attrice per Mirta, de Liniers a Estambul, (1986).
- Nominata al Premio Molière, per Ceniza (1986).
- Nominata per il premio Cóndor de Plata, per Mirta, de Liniers a Estambul (1987).
- Premio Martín Fierro come Miglior Attrice di Reparto, conferito da A.P.T.R.A. nella serie televisiva Hombres de ley (1987).
- Nominata all'ACE, per Buscando a Madonna (1994).
- Premio per la sua carriera. Diario El País (Uruguay) (1998).
- Nominata all'ACE come miglior attrice teatro off-Corrientes per Juana de Arco (2000).
- Nominata al Premio Martín Fierro, come miglior attrice protagonista per Por ese palpitar (2000).
- Premio ACE per Il diario di Anna Frank, anche nominata per la stessa opera per i María Guerriero (2008).
- Nominata alla Estrella de Mar per 8 Mujeres. Premio Florencio Sánchez per Vuelo a Capistrano di C. Gorostiza, dir. per A. Alezzo. Nominata per la stessa opera per gli ACE e María Guerriero (2011).